# Endokrina sjukdomar
Endokrina sjukdomar, hormonsjukdomar eller systemiska endokrina sjukdomar är en grupp sjukdomar i endokrina systemet, som beror på dysfunktionella hormonkörtlar och ofta visar sig som för höga eller för låga hormonvärden i blodet. Endokrina sjukdomar behandlas av endokrinologer.
I ICD-10 förs de endokrina sjukdomarna till samma sjukdomsklass som näringsrubbningar och ämnesomsättningssjukdomar, E00-E90. Om blodprov visar hormonrubbningar räknas det inte som en endokrin sjukdom om personen är gravid eller nyfödd, eller om personen lider av neoplasi. För att räknas som endokrin sjukdom måste sjukdomen direkt eller indirekt bero på att någon hormonkörtel är över- eller underaktiv, det vill säga sköldkörtel, binjurar, könskörtlar, Langerhans cellöar, bisköldkörtlar, brässen, tallkottkörtel  eller hypofys. ICD-10 räknar också sjukdomar i hypotalamus till de endokrina sjukdomarna. 
De hormoner som endokrina sjukdomar kan drabba innefattar insulin, tyreoideahormoner, parathormon, kortisol, könshormoner, tillväxthormon, prolaktin, adrenalin, aldosteron, glukagon, somatostatin, melatonin, gonadotropiner och hormonfrisättande hormoner. Endokrina sjukdomar upptäcks genom blod- eller urinprov som visar antingen hyposekretion eller hypersekretion, det vill säga låga eller höga värden av ett visst hormon.
Eftersom hormoner reglerar värdena på varandra och på signalsubstanser kan endokrina sjukdomar få allvarliga systemiska konsekvenser och drabba såväl personens fysiologi som psykiska hälsa. Sjukdomarna kan vara medfödda eller uppkomma under livet i reaktion på till exempel andra sjukdomar, stress eller fetma. Några endokrina sjukdomar är autoimmuna sjukdomar.
Några hormonkörtlar finns i hjärnan, dvs hypofysen, tallkottkörteln och hypotalamus. Hypotalamus producerar hormoner som frisätter andra hormoner. Sjukdomar i neurosekretoriska systemet, kallas neuroendokrina sjukdomar.